# Onkomodulin
Az onkomodulin a parvalbuminok családjába tartozó kalcium-lekötő fehérje, amelyet falósejtek (makrofágok) választanak ki. (Jellemzően a makrofágok a szervezet gyulladásra adott reakciója vagy sérülése révén kerülnek a szövetekbe.)
Az onkomodulin a szemben van jelen (4). Kicsi, savas, jó a kalcium-megkötő képessége és 108 aminosav-maradványból áll (5). Az üvegtestben és a retinában található fajósejtek bocsátják ki a látóidegek regenerációjának elősegítése érdekében (4). Ez a regeneráció végbemehet a szemben fellépő gyulladásra adott reakció gyanánt, és elősegítheti a sérült retina helyreállítását. Az onkomodulin regenerációs hatásai túlszárnyalják a többi neurotropikus tényezőt, mint a BDNF, CNTF vagy a GDNF (4). Petri csészében a retina idegsejtjeihez adagolva, egyéb növekedési tényező hiányában kimutatták, hogy az onkomodulin az idegsejtek újraképződésének sebességét a normál érték 5-7-szeresére növeli (3).
Az onkomodulin fellelhető emberek és patkányok placentájának citotrofoblasztjában, sőt korai szakaszban lévő embriókban is (5). Patkányok esetén az élő szervezeten belül az onkomodulin a látóidegek regenerációját segíti (7), de kimutatták emberekben és rágcsálókban fellépő daganatokban is (5). Egészséges emberek vagy patkányok szöveteiben azonban soha nem sikerült kimutatni (5).
A mai napig a központi idegrendszerben, a belsőfüli hallószőrök sejtjeiben és a retina ganglion-sejtjeiben találták meg. Az onkomodulin elősegíti az idegsejtek nyúlványainak regenerációját a retina ganglion-sejtjeiben és ez tartja működésben az egerek fülcsigájában található hallószőrök sejtjeit is.
Szerkezete
Az onkomodulin nagy számban maradt fenn a gerincesek egyedfejlődésében (NCBI adatbázis). Ez egy kisebb kalcium-lekötő fehérje (11,7-kDa), amely hasonlít a calmodulin EF-hand domainjéhez (32% szekvencia-azonosság), az alfa-parvalbuminéhoz (54%), az S100-bétáéhoz (34%), és a calbildinéhez (25%), és hasonlít még az alfa-parvalbuminhoz is annak N-terminál régiójában (52%). 40-maradványos N-terminál domainnel és egy inaktív kalciumlekötő hellyel rendelkezik, valamint van egy 70-maradványos EF-hand domainje is, amelyben egy alacsony affinitású Ca2+ és Mg2+ lekötő hely és egy magas affinitású Ca2+ hely található. [1]
Az onkomodulin egy kristályos szerkezetű, 12.000 Mr (molekulatömegű) fehérje (1). Két Ca2+ atom rendelődik hozzá benne hét oxigénatomhoz és egy vízmolekulához (1). A harmadik Ca2+ atom öt oxigénatomhoz és két vízmolekulához kapcsolódik (1). Mindkét Ca2+ molekula CD és EF loopokhoz kötődik (1). A Ca és O közötti távolság a molekuláris szerkezetben 2,07 A és 2,64 A közé esik, amely azt jelzi, hogy a molekula szorosan összetartó (1). Az onkomodulin gerincszerkezete nagyon hasonlít a parvalbuminhoz (1), mivel 50%-os aminosav-azonossággal rendelkezik vele (5).
Hatásmechanizmusa
Az onkomodulin megfelelő működéséhez magas cAMP-szintre és az üvegtestben jelen lévő cukormannóz szintén magas szintjére van szükség (4). A cAMP többszörösére fokozza az onkomodulin hatékonyságát ahhoz képest, mintha csak cAMP vagy csak onkomodulin lenne ott jelen (4). Az onkomodulint a Ca2+, a kalmodulin kináz és a génátírás downstream jelzésének beindulása aktiválja (7).
Az onkomodulin mRNA-termelése egy gyulladásos reakció fellépésétől számított egy napon belül tetőzik. A gyulladás során makrofágok kerülnek a szembe, hogy elősegítsék az axonok regenerációját (2). A gyulladásos reakció előidézése képessé teszi az érzékelő neuronokat, hogy a hátsó gyökökön keresztül regenerálják axonjaikat (8). Az onkomodulin makrofágokból történő kiválasztása serkenti a neuronok növekedését (8). Hogy a receptor miként azonosítja be az axon regenerálását lehetővé tévő onkomodulint, még nem ismert (4), és azt sem tudjuk, hogy az immunrendszer más tájain is fokozza-e a regenerációt az onkomodulin. Azok a jelzőkomplexumok, amelyek fontosak lehetnek az onkomodulinnal való együttműködés szempontjából, magukba foglalják a PI 3 kinázt, az MAP kinázt, a JAK/STAT és CaM kináz II-t (4). Ha az onkomodulint eltávolítjuk abból a közegből, amelyben a makrofágok növekednek, a közeg axon-termelő tevékenysége is megszűnik (7).
A neutrofilok szintén fontos összetevői az onkomodulin aktiválásának. Neutrofilok jelenléte nélkül a makrofágok kevésbé hatékonyan tudják serkenteni a neuronok kiterjedt regenerációját (8). Ez azért van így, mert a neutrofilok a makrofágokat megelőzően lépnek be a gyulladt területre (8). A makrofágok mellett egyébként a neutrofilok is fontos onkomodulin-források (8).
Patkányoknál az onkomodulint kódoló gén egy magányos onkomodulin LTR irányítása alatt áll, amely az agyvízben található endogén A-részecske (5). Az onkomodulin LTR csak patkányokban van jelen (5), és az onkomodulin-szint az összes eddig vizsgált faj közül patkányoknál is volt a legmagasabb (5).
Felhasználása
Az onkomodulin kulcsszerepet játszik a szemsérült betegek esetében. Úgy tartják, képes visszafordítani a glaukóma által okozott szemkárosodást (3), továbbá ő indít be egy sor, az axonok újraképződéséért felelős gént (3). Az onkomodulinos szemcseppek hatékony módszert jelenthetnek az ideg regenerálódási sebességének fokozására gliadaganatok enyhébb eseteiben (3). Az onkomodulinról az is bebizonyosodott, hogy elősegíti a periferiális érzékelő neuronok létrejöttét.
A zymosanos injekciók arra sarkallhatják a makrofágokat, hogy belépjenek a szembe és onkomodulint válasszanak ki (6). Ez hatékony kezelési mód kisebb szemkárosodást szenvedett betegeknél (6). Szakadt gerincvelőjű betegeknek beadott injekció részlegesen képes a motoros funkciók helyreállítására is (4).

## Fordítás
- Ez a szócikk részben vagy egészben  az   Oncomodulin című angol Wikipédia-szócikk ezen változatának fordításán alapul.  Az eredeti cikk szerkesztőit annak laptörténete sorolja fel. Ez a jelzés csupán a megfogalmazás eredetét és a szerzői jogokat jelzi, nem szolgál a cikkben szereplő információk forrásmegjelöléseként.